# 朝鮮石油
朝鮮石油株式会社（ちょうせんせきゆ）は、日本統治時代の朝鮮半島に存在した石油会社である。本社の所在地は京城府(現・韓国ソウル)、製油所の所在地は現在の北朝鮮・元山（ウォンサン）。

## 設立
1934年（昭和9年）7月1日に石油の民間保有や石油業の振興などを目的とした石油業法が施行された。統治下の朝鮮においても同様に施行され新会社設立の気運が高まった。1935年（昭和10年）6月25日に朝鮮窒素肥料社長野口遵と日本石油社長橋本圭三郎が発起人となり、京城府に株式会社朝鮮石油(資本金1000万円,四分の一払込み)が設立された。
株式20万株のうち17万株は発起人(朝鮮窒素肥料3万3千株・日本石油3万株)及び賛成人(東洋拓殖2万株・三井物産1万株・住友本社,浅野物産,日本鉱業ほか計15000万株)で受け持った。残り3万株は公募となったが応募は60倍以上となった。
石油業法と相まって国策企業に近いものであるため、朝鮮内に置いては様々な点で優遇されることになる。

## 製油所および販売・精製設備
製油所は日本海側に面する咸鏡南道元山府浦下洞（現・江原道元山市場村洞）に建設され1936年（昭和11年）9月に完成した。輸入した外国原油を用いて揮発油、灯油、軽油、重油、パラフィンなどを製造。
朝鮮の石油市場は大正末期まで中国、満州などと同様に外国企業3社（スタンダード・シェル・テキサコ）で独占されていたが、昭和初期より日本石油が市場の開拓をはじめ販売店および特約店を設けて外国企業に対抗していた。日本石油は朝鮮石油設立後にこれら販売地盤を朝鮮石油に無償譲渡。朝鮮唯一の製油所で製造された商品は石油業法にて保護され外国企業製品にかわり朝鮮全土に普及した。
外油企業（ライジングサン・スタンダード）から抗議が出たほか、朝鮮石油と資本関係のない内地の石油企業(小倉石油・三菱石油)からも朝鮮石油保護政策により朝鮮内の販売割り当て等で自社に不利益が生じると抗議があり、一時期問題化した。
精製設備としては日本石油のNNC式分解蒸留装置などが採用された。また高級潤滑剤製造に必要となる溶剤精製の一種にフルフラール抽出法があるが、日本石油 下松製油所に同様の設備が設置されるよりもやや早くフルフラール抽出装置が竣工し内地よりも先に稼働、日本で1番目の事例となる。フルフラール抽出法は現在の国内でも主流の溶剤抽出法である。そのほか同じく溶剤精製であるバリゾール脱蝋や白土コンタクトリランなども設置されるなど内地の大手製油所と遜色のないレベルの設備が揃っていた。
1944年（昭和19年）10月28日、外地の台湾、朝鮮にも軍需会社法が施行、12月8日に第一次指定を受ける。
石油精製という軍事面、経済面で重要施設となるため戦争末期には空襲被害が問題となり、1944年には精製設備の大半は蔚山へ分散移転となった。この蔚山製油所は70%ほど進捗した時点で終戦となったため生産には至らなかった。

## 戦後
戦後はソ連との合弁企業の運営下で元山石油工場となるが50年に火災。その後に石綿工場と統合され元山化学工場となった。その後も感光紙やクロム、近年では石綿布、密閉材など製造分野を増やし現在ではミョウバン、クロム、石綿、印画紙・感光紙、密閉材などを製造している模様。
終戦時に未完成であった蔚山製油所は戦後に韓国政府が当時としては莫大な資金を投じて復旧、拡張工場を行ったものの外貨事情の悪化から原油購入に支障をきたし稼働に至らなかった。しかし朝鮮戦争においては国連軍の石油補給倉として徴発され活用された。その後はその敷地などな大韓石油公社（KOCO:1962年設立）に引き継がれるが朝鮮石油時代の設備は老朽化しており、その殆どはスクラップアンドビルドにより取り壊され新規の設備に置き換えられた。大韓石油公社は現在のSKイノベーションとなる。
蔚山は日本統治時代より工業都市ではあったが朝鮮石油の蔚山移転は現在の蔚山における石油化学産業にも少なからず影響を与えたといえる。